# Pompeia Paulina
Pompeia Paulina, épouse de l'homme d'état et philosophe Sénèque, a vécu à Rome au Ier siècle, sous l'empereur Néron. En 65, Néron exige que Sénèque se suicide, l'accusant d'avoir pris part à la conjuration de Pison organisée contre lui. Paulina tente de mourir avec son mari, mais survit à sa tentative de suicide.

## Sources antiques
L'essentiel de ce que l'on sait de Paulina vient du livre XV, chapitres 60 à 64 des Annales de Tacite quand il décrit le suicide de Sénèque.
Sénèque quant à lui fait une seule mention significative du nom de son épouse dans une des Lettres à Lucilius, la lettre 104 qui date de 64. Il l'a écrite juste juste après son voyage de Rome à sa villa à Nomentum, alors qu'il était souffrant. 
« J’ai fui dans ma terre de Nomentum ... devine quoi ? « La ville ? » Non, mais la fièvre qui s’annonçait. Déjà elle mettait la main sur moi : je fis bien vite préparer ma voiture, malgré ma Pauline, qui voulait me retenir. « Le mal est à son début, disait le médecin, le pouls agité, inégal, troublé dans sa marche naturelle. » Je m’obstine à partir : je donne pour raison ce mot de mon honoré frère Gallio qui, pris d’un commencement de fièvre en Achaïe, s’embarqua aussitôt en s’écriant : « Ce n’est pas de moi, c’est du pays que vient le mal. » Voilà ce que je répétais à ma Pauline qui est cause que ma santé a plus de prix pour moi. Oui, comme je sais que sa vie tient à la mienne, je commence, par égard pour elle, à m’écouter un peu ; et aguerri par la vieillesse sur bien des points, je perds sur celui-ci le bénéfice de mon âge. Je me représente que dans ce vieillard respire une jeune femme qu’il faut ménager ; et comme je ne puis gagner sur elle d’être aimé avec plus de courage, elle obtient de moi que je m’aime avec plus de soin.  [...] Quoi de plus agréable, en effet, que d’être chéri d’une épouse au point d’en devenir plus cher à soi-même ? Aussi ma Pauline peut compter que j’éprouve ses craintes pour moi, en outre des miennes. »
Dans sa Consolation à Helvia (Ad Helviam matrem de consolatione), écrite en 41, Sénèque mentionne son fils nouveau-né récemment décédé ; dans De la colère (De ira), il explique comment sa femme comprend ses méditations nocturnes. Dans sa Vie de Sénèque en latin, préface à son édition des œuvres du philosophe, publiée à Anvers en 1605, l'érudit Juste Lipse affirme qu'il ne s'agit pas de Paulina mais d'une épouse d'un premier lit ; selon René Waltz, aucun document ne permet d'affirmer que Paulina n'a épousé
Sénèque qu'en secondes noces, mais la question n'est pas tranchée.

## Famille et mariage
Pline l'Ancien mentionne dans son Histoire naturelle (33, 143) que la famille de Pompéius Paulinus est originaire d'Arles en Gaule. Entre 48 et 55, Sénèque écrit son dialogue De Brevitate Vitae (De la brièveté de la vie) qu'il dédie à Paulinus, important armateur d'Arles, qui fut préfet de l'annone (praefectus annonae) de 48 à 55, c’est-à-dire chargé du ravitaillement de Rome, et faisait partie de l'ordre équestre ; il est généralement admis qu'il s'agit du père de Paulina.
Un autre membre de la famille, Aulus Pompeius Paulinus, a été consul suffect un peu avant 54 et légat en Germanie vers 55 de notre ère ; il pourrait être le frère de Paulina.
Si l'on suit René Waltz, Paulina épouse Sénèque vers l'an 38 : Sénèque a environ quarante-deux ans et Paulina est plus jeune que lui. Ils ont deux fils : l'un meurt en 41 ; l'autre s'appelle Marcus, sans qu'on en sache plus.

## Tentative de suicide
Au lendemain de la conjuration de Pison, le 12 avril 65 ap. J.-C., Néron ordonne à Sénèque de se tuer lui-même et envoie des soldats pour vérifier que l'acte a été fait. Tacite rapporte que Paulina voulait aussi mourir ; Sénèque s'était ouvert les veines des jambes et des bras, Paulina s'ouvre les veines des poignets. Sénèque, tout en étant consterné, ne désapprouve pas entièrement sa décision. En apprenant qu'elle essayait de se suicider, Néron ordonne qu'on la sauve, plus pour sauver la face et éviter l'accusation de cruauté que dans un souci réel pour la vie de Paulina ; il envoie des soldats pour s'assurer que ses esclaves et affranchis lui ont bandé les poignets ; Paulina survit.
Pauline ne se remarie pas et reste fidèle à la mémoire de son mari. Tacite indique qu'après sa tentative de suicide, elle est restée d'aspect fragile, avec un visage anormalement pâle. Elle meurt quelques années plus tard.

## Dans l'art et la littérature

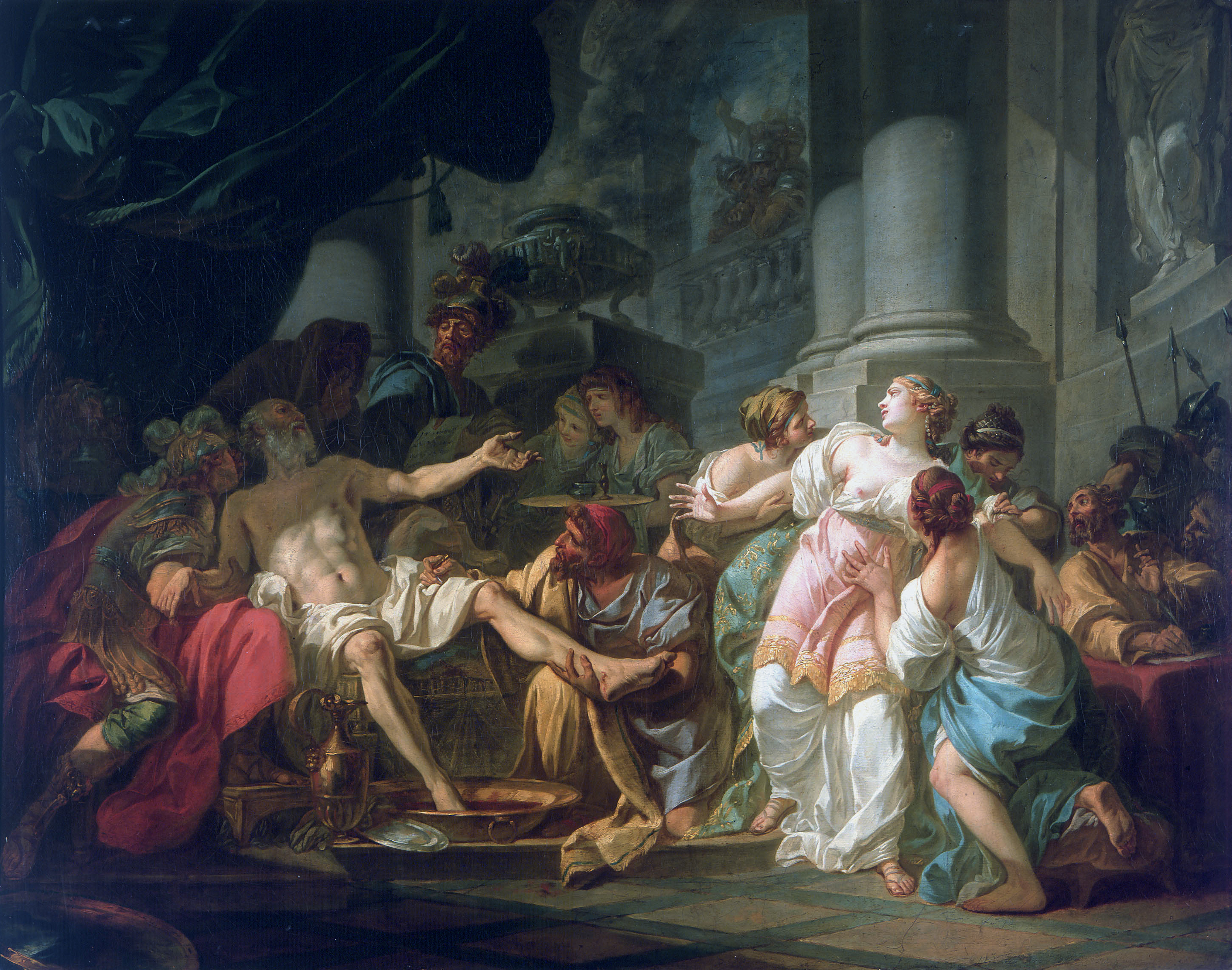
Sénèque et Paulina dans La Mort de Sénèque de David, 1773, Paris, Petit Palais.

### Peinture
Paulina est représentée au côté de son mari dans plusieurs tableaux représentant la mort de Sénèque, en particulier dans l'art français du XVIIIe siècle. 
Noël Hallé peint La Mort de Sénèque en 1750. En 1773, l'Académie Royale propose ce thème pour son Grand Prix, et décerne le premier prix à Pierre Peyron, mais le tableau est perdu ; il est connu par une gravure. 

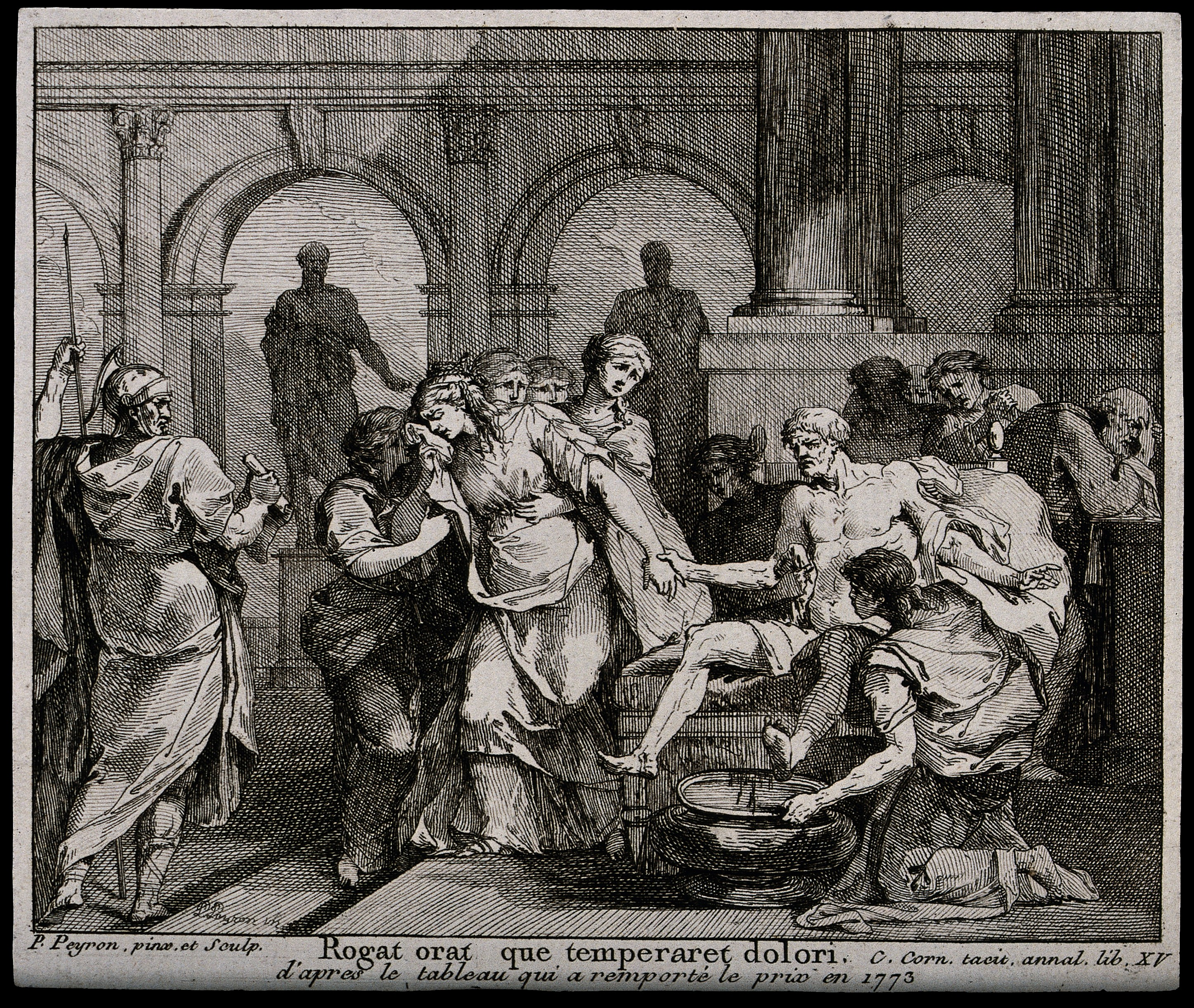
La mort de Sénèque, gravée par Peyron d'après son propre tableau.

Jacques-Louis David présente aussi La Mort de Sénèque pour ce prix. Dans les deux tableaux, Paulina est mise en évidence, en particulier dans le tableau de David,.
En 1792-1793, Jean-Joseph Taillasson peint Pauline, femme de Sénèque, rappelée à la vie, qu'il expose au Salon des artistes français à Paris en 1793 ; le tableau, conservé au musée du Louvre à Paris, ne présente que Paulina, en excluant Sénèque : un soldat romain entrant dans la salle s'assure qu'on bande les poignets de Pauline pour arrêter les saignements. 

### Gravure
Paulina est l'un des personnages de la Galerie des femmes fortes publiée par Pierre Le Moyne en 1647 ; le chapitre qui lui est consacré, p. 242-249, est illustré par une gravure sur cuivre d'Abraham Bosse d'après Claude Vignon.

### En littérature
Pompeia Paulina est l'une des 106 femmes célèbres décrites par Giovanni Boccace dans le De mulieribus claris ; elle figure, sous le nom de « Pauline Pompeye », dans le récit allégorique de Christine de Pizan, la Cité des dames, comme l'une des femmes « qui ont porté grand amour à leurs maris et fournissent ainsi des arguments à ceux qui pensent, comme Christine, "que la vie de mariage n'est point si dure à porter" (...) et que l'amour conjugal a poussées à sacrifier ou du moins à risquer leur vie. ». 
Dans la lignée du De claris mulieribus, Paulina apparaît dans Le Champion des dames, le vigoureux plaidoyer de Martin Le Franc écrit fin 1441 ou début 1442, un des plus importants ouvrages allégoriques suscités par la querelle des femmes à la fin du Moyen Âge ; dans un des manuscrits de ce texte (Paris, Bibliothèque nationale de France, Français 12476), une miniature représente Paulina suppliant Sénèque de l'autoriser à l'accompagner dans la mort.

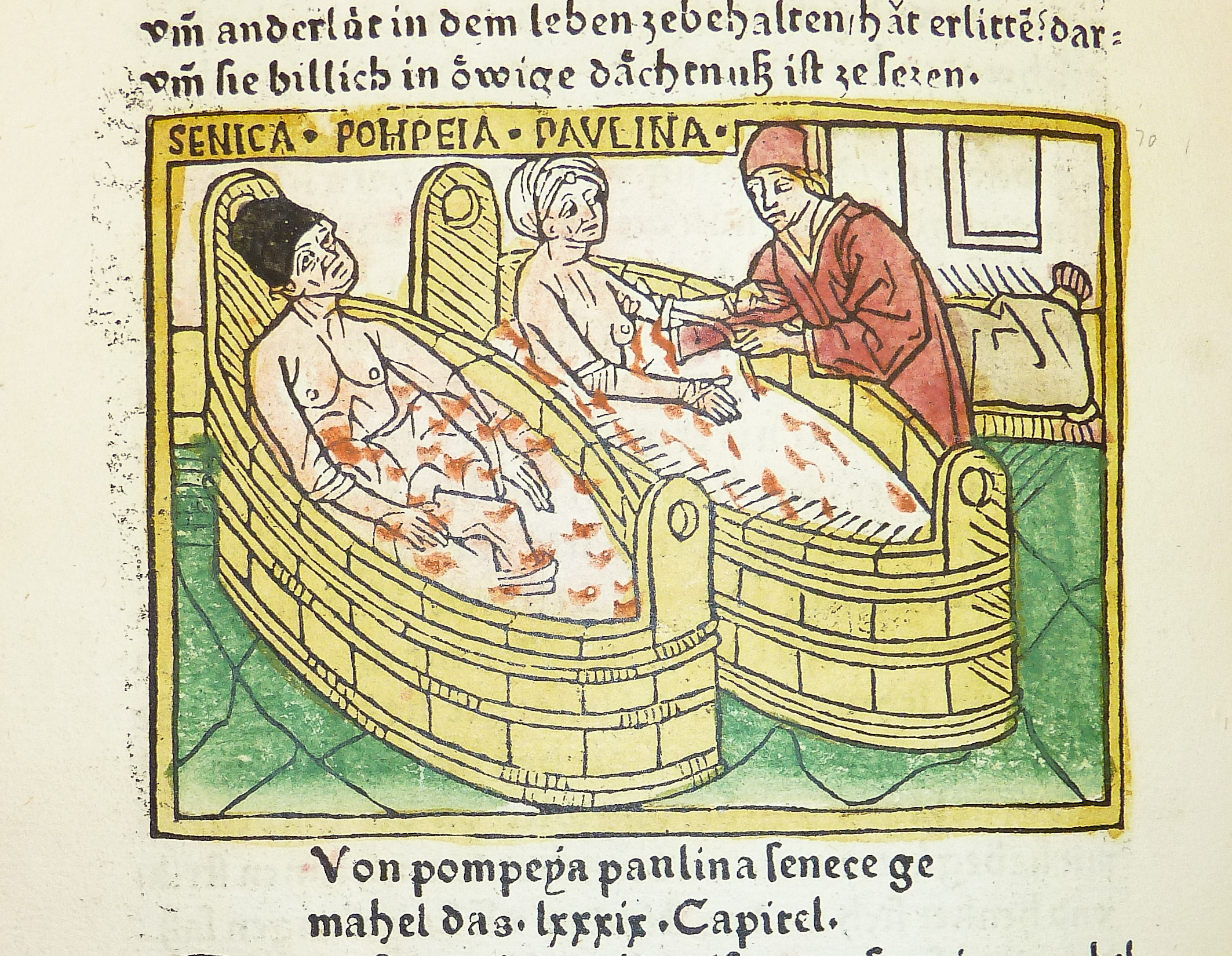
Sénèque et Pauline, gravure sur bois mise en couleur dans la traduction allemande du texte de Boccace par Heinrich Steinhöwel, publiée à Ulm vers 1474 par Johannes Zainer.

Dans le chapitre II, 35 des Essais de Michel de Montaigne, De trois bonnes femmes, Paulina est l'une des trois femmes romaines de mérite citées,.
« A quoy Paulina ayant un peu repris ses esprits et reschauffé la magnanimité de son courage par une tres-noble affection : Non, Seneca, respondit-elle, je ne suis pas pour vous laisser sans ma compaignie en telle necessité ; je ne veux pas que vous pensiez que les vertueux exemples de vostre vie ne m’ayent encore appris à sçavoir bien mourir ; et quand le pourroy-je ny mieux, ny plus honnestement, ny plus à mon gré, qu’avecques vous ? Ainsi faictes estat que je m’en vay quant et vous. »
Dans la tragédie de Tristan L'Hermite, La Mort de Sénèque, jouée en 1644 par la troupe de l'Illustre Théâtre de Madeleine Béjart et Molière, publiée en 1645, le personnage de Paulina, (Pauline) apparaît dans la première scène du dernier acte ; elle supplie Sénèque de la laisser mourir avec lui et se soumet au refus de son époux.
Patrick de Carolis publie en 2011 La Dame du Palatin, une biographie romancée de Pompeia Paulina.

### Textes antiques
- Tacite, Annales XV, 60-64 Lire sur Wikisource, traduction de Jean-Louis Burnouf.
- Sénèque, lettres à Lucilius, 104 Lettre 104, sur Wikisource ; traduction de Joseph Baillard.